# Mordvin irodalom
A mordvin irodalom azoknak a műveknek az összességét jelöli, melyek mordvin nyelven, azaz erza nyelven és moksa nyelven születtek, de ide tartoznak a mordvinok (erzák és moksák) által írt, nem mordvin nyelvű (jobbára orosz nyelven született) művek is.
A mordvin irodalom kezdetei a 17. századra vezethetőek vissza, szójegyzetek, szótárak formájában, majd a 18. századtól vallásos szövegek fordításaival indult a története. A szótárakat követően mordvin nyelvű tankönyvek jelentek meg, a 19. század végétől kezdve, majd különböző folyóiratok közöltek le moksa és erza népköltészeti alkotásokat. A mordvin nyelvű irodalom 1917 után kezdett fellendülni, ahogy a nemzetiségi oktatás fontossága előtérbe került, több mordvin iskola nyílt és mordvin tanárokat képeztek. Ugyancsak nagy szerepük volt az irodalmi nyelv fejlődésében az újságoknak és folyóiratoknak, melyek az 1920-as évektől jelentek meg, mint például a Jaksztyere Tyestye (Якстере теште, Vörös Csillag). A modern mordvin irodalom útjára indulását olyan íróknak, illetve költőknek köszönheti, mint Fjodor Csesznokov, Jakov Grigosin vagy Ilka Moricja. 
A második világháború után jelentősen megnőtt a mordvin kiadványok száma, minőségileg azonban csak a 60-as évekre érte el a mordvin irodalom a rokon népek irodalmának színvonalát. Ekkor születnek meg az első mordvin regények és verses regények is. A hatvanas évek különösen termékeny időszaka a mordvin irodalomnak, a mordvin könyvkiadó több könyvet adott ki ekkor, mint a komi, a mari és az udmurt kiadók összesen. A korszak nagy alakjai közül megemlíthető például Kuzma Abramov, Szergej Larionov, Leonyid Makulov vagy Makszim Beban is.
Az 1970-es és 80-as években a figyelem középpontjába az erkölcsi problémák kerülnek, a 80-as évek végétől pedig az irodalom új esztétikai és társadalmi perspektívából tekint a mordvin nép történelmére, új témák kerülnek elő. 
A kortárs mordvin írók egy része anyanyelvén (moksául vagy erzául) ír, de továbbra is vannak olyan írók és költők, akik orosz nyelven is alkotnak. A mordvin irodalom számos alkotását lefordították nemzetiségi nyelvekre.

## A mordvin irodalom kezdetei
A mordvin irodalom Oroszország egyéb népeinek saját nyelvű irodalmához képest viszonylag későn bontakozott ki. Ennek több oka is van, egyrészt a mordvinok jobbára elszórt csoportokban élnek, másrészt pedig igen későn kaptak csak adminisztratív központot, nem volt központosított irodalmi nyelv sem. Az értelmiségi mordvinok többsége Moszkvában, orosz nyelven alkotott jó ideig. A mordvin irodalom alapvetően megosztott, természeténél fogva, hiszen két nagy, saját nyelvvel rendelkező népcsoportot ölel fel.
A mordvin irodalom kezdetét az írásbeliség megjelenéséhez köthetjük, mely szorosan kapcsolódik a kereszténység megjelenéséhez a mordvinok körében. Az Újszövetség egyes részei már a 18. században elérhetőek voltak mordvin nyelven. A 20. század elejéig csupán néhány tucat mordvin nyelvű könyv jelent meg, ezek többsége vallási szövegek erza és moksa nyelvű fordításai ószlávból, oroszból és görögből. A bibliafordításokat megelőzően jobbára csak szójegyzékeket, szótárakat találunk, melyek többsége csupán kéziratban fellelhető, nyomtatott szótár csak a 17. század második felében jelent meg.

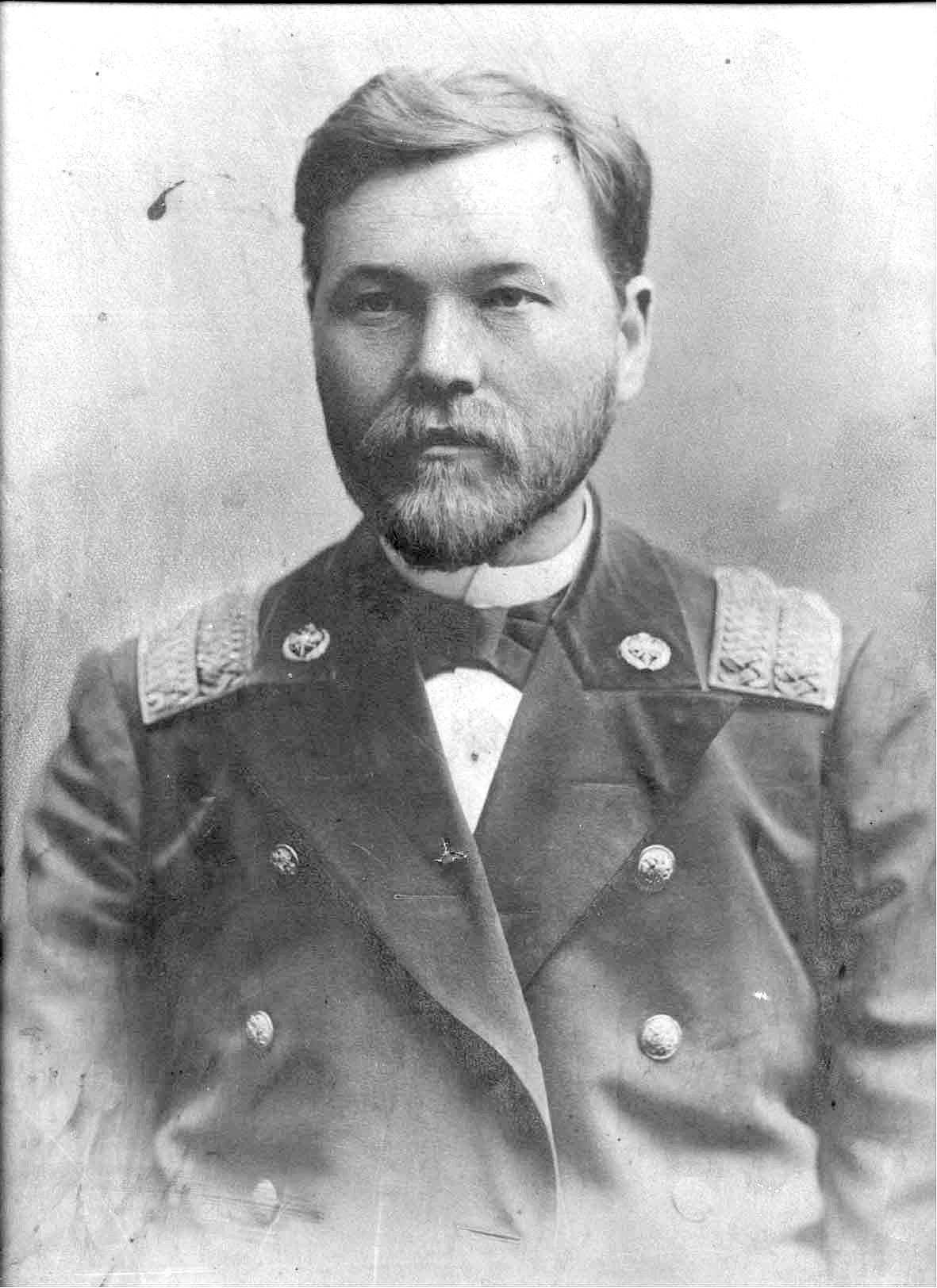
Makar Jevszevjev

A Szentpétervári Tudományos Akadémia 1724-ben történt megalapítása után megnövekedett a mordvin szójegyzékek száma, különféle utazók feljegyzéseiben maradtak fenn mordvin szavak. Peter Simon Pallas Szravnyityelnije szlovari vszeh jazikov i narecsij (Сравнительные словари всех языков и наречий, „Minden nyelv és dialektus összehasonlító szótárai”, 1787–1789) című munkájának anyaggyűjtésekor számos mordvin szójegyzék született, az egyik ilyenben több mint 11 000 szócikk szerepel. Ezen túl több kéziratos szótár is készült, melyek nyomtatásban soha nem jelentek meg, de fontos kutatási anyagként szolgálnak.
A szótárakat követően mordvin nyelvű tankönyvek jelentek meg, a 19. század végétől kezdve, beleértve mordvin diákoknak készült orosz nyelvkönyveket is, melyek hatására több orosz, főképp iskolai szókincsből származó jövevényszó került át a mordvin nyelvbe, mint pl. az ucsityel (tanár) vagy a rucska (toll).
A 19. században már népköltészeti alkotások is megjelentek nyomtatásban, az első ismert publikáció a Szin Otyecsesztva i Szevernij Arhiv (Сын отечества и северный архив) című folyóiratban történt 1830-ban, ahol moksa dalokat közöltek le. Különféle helyi kormányzósági kiadványok és közlönyök is megjelentettek mordvin folklórszövegeket. A 19. század végétől fonetikus átírással publikálták ezeket a szövegeket. Az 1882–1883-ban, Kazánban kiadott kétkötetes Obrazci mordovszkoj narodnoj szlovesznosztyi (Образцы мордовской народной словесности, „A mordvin népi szó- és írásbeliség példái”) sok írástudó erzához eljutott.
1917 előtt eredeti tudományos és szépirodalmi munkák nem jelentek meg mordvin nyelven. Kétnyelvű hittérítők és írástudó helyi lakosok fordítottak munkákat, az első fordítások sokszor szó szerintiek voltak, figyelmen kívül hagyva a mordvin nyelv nyelvtani sajátosságait, nem volt kialakult, szabályozott irodalmi nyelv, a megjelent munkák többféle nyelvjárást tükröztek, nem volt egységes az egyes fonémák és variánsaik jelölése sem. Sokat tett a mordvin irodalomért Makar Jevszevjev (Мака́р Евсе́вьевич Евсе́вьев, 1864−1931) tanítóként végzett polihisztor, aki nem csak sokat fordított mind erza és moksa nyelvre, de a különféle nyelvjárásokat is aktívan tanulmányozta.

## 1917-től az 1960-as évekig
Az 1917-es októberi orosz forradalom utáni első évtizedben kezdett el fellendülni a mordvin nyelvű irodalom, köszönhetően többek között annak, hogy nagyobb figyelmet kezdtek fordítani a nemzetiségi nyelvű oktatásra, valamint tanárképzésre. Számos konferenciát rendeztek, ahol a mordvin nyelvvel, annak nyelvtanával, helyesírásával, egységesítésével foglalkoztak. Tankönyvek születtek, egyes mordvin nyelvű írók maguk is tankönyvszerő pedagógusok voltak, például Fjodor Csesznokov novellista-drámaíró, vagy Zahar Dorofejev (Заха́р Фёдорович Дорофе́ев, 1890−1952) költő, de például Anatolij Rjabov, az erza nyelv első professzora is számos tankönyvet írt. Az oktatás fejlesztése az irodalomra is hatással volt, 1931-ben a Nemzetiségi Könyvkiadó 117 moksa és 192 erza nyelvű könyvet adott ki. Ugyancsak nagy szerepük volt az irodalmi nyelv fejlődésében az újságoknak és folyóiratoknak, melyek az 1920-as évektől jelentek meg, mint például a Jaksztyere Tyestye (Якстере теште, Vörös Csillag) vagy a Szjatko (Сятко, Szikra). Az ilyen, moksa illetve erza nyelvű lapok száma elérte a 20–30-at. Ennek ellenére az irodalmi szerveződés nehezen indult el, mivel ezek a lapok más-más településen kerültek kiadásra, az írók szétszórva tudtak csak publikálni.
1932-ben Szaranszkban mordvin könyvkiadót alapítottak (Мордовское книжное издательство, Mordovszkoje knyizsnoje izdatyelsztvo), 1934-ben pedig létrejött a Mordvin Írószövetség, melynek már a kezdetekkor több mint 100 tagja volt. A modern mordvin irodalom útjára indulását olyan íróknak, illetve költőknek köszönheti, mint Csesznokov, Jakov Grigosin (Яков Пахомович Григошин, 1888–1939) vagy Ilka Moricja (Илька Морыця, 1898–1967). Munkásságukat Borisz Szokolov (Борис Матвеевич Соколов, 1889–1930) irodalomkritikus is méltatta a Szovjetszkoje Isszkusztvo (Советское искусство, Szovjet Művészet) egyik 1926-os számában:
A mordvin műköltészet megteremtői mindahányan a dolgozó parasztság fiai, valamennyien igen fiatalok, húsz és harmincöt év közöttiek… Ha valaki ezt az irodalmat olvassa, rögtön érzékeli, hogy legfőbb témája a munkálkodó falusi ember élete, gondolat- és élményvilága, azaz a falusi lét. Árad belőle a fény és a tudás vágya, a tudomány és a felvilágosodás dicsérete, és mindezek fölött a nemzeti öntudatra ébredés öröme, amely nem választható el a forradalom ünneplésétől, s a jövőbe vetett feltétlen hittől… Ezek a derék fiatalok éjt-napot nem ismerve csiszolják az erza nyelvet. Jó ügyet szolgálnak, jó gondolatokat kapunk tőlük. Csendben, de szívvel-lélekkel teszik a dolgukat. Amit látnak és tudnak – mindarról írnak is. Nézzük őket és várjuk, mikor szólnak hozzánk így: Van népünk és van nyelvünk.
A 30-as évek kiemelkedő alkotói közé tartoznak: Pjotr Kirillov (Пётр Семёнович Кириллов, 1910–1955) költő és drámaíró, akinek drámáit ma is játsszák a színházak, Kszenyija Petrova (Ксения Семёновна Петрова, 1892–1942) költőnő-drámaíró, Mihail Bezborodov (Михаи́л Ильи́ч Безборо́дов, 1907–1935), Grigorij Jelmejev (Григорий Ильич Ельмеев, 1906–1941), Artur Moro (Артур Моро, 1909–1989) költők, Tyimofej Raptanov (Тимофей Алексеевич Раптанов, 1906–1936), Nyikul Erkaj (Никул Эркай, 1906–1978) írók. Raptanov nevéhez fűződik a mordvin próza egyik legjobb kisregényének tartott Tatyu (Татю, 1933), mely a mordvin nők iszonyú nehéz sorsát írja le. Bezborodov alkotta meg az első igazán maradandó mordvin költeményt, melynek címe Jofksz, kona ulsz (Ёфкс, кона ульсь, Igaz mese, 1929).
A második világháború után jelentősen megnőtt a mordvin kiadványok száma, minőségileg azonban csak a 60-as évekre érte el a mordvin irodalom a rokon népek irodalmának színvonalát. Nagy szerepet kap innentől a próza, megszületik a mordvin regény, olyan alkotásokkal, mint Vaszilij Kolomaszov (Василий Максимович Коломасов, 1909–1987) Lavginov (Лавгинов, 1941) című szatirikus regénye, mely nagyon népszerű volt, vagy Tyimofej Kirdjaskin (Тимофей Андреевич Кирдяшкин, 1888–1972) 1953-ban megjelent történelmi regénye, a Keli Moksa (Кели Мокша, A széles Moksa folyó). A mordvin verses regény megteremtőjének Andrej Kutorkint (Андрей Дмитриевич Куторкин, 1906–1991) tartják, többek között Lamzur (Ламзурь, 1941) és Poks ki langszo umarina (Покш ки лангсо умарина, Almafa a nagy útnál, 1958) című műveivel. Az 1950-es években alapított Szurany Tolt (Сурань толт, A Szura Tüzei) és Moksa (Мокша) című folyóiratok nagymértékben hozzájárultak az irodalom fejlődéséhez.
A hatvanas évek különösen termékeny időszaka a mordvin irodalomnak, a mordvin könyvkiadó több könyvet adott ki ekkor, mint a komi, a mari és az udmurt kiadók összesen. A korszak nagy alakjai közül megemlíthető például Szergej Larionov (Сергей Степанович Ларионов, 1908–1991) olyan művekkel, mint a Ljambe kjagysza (Лямбе кядьса, Meleg kezekkel, 1962) vagy a Kolma varmat (Колма вармат, Három szél, 1967); Leonyid Makulov (Леонид Фёдорович Макулов, 1907–1982) Mokseny sztyir (Мокшень стирь, A moksa leány, 1957) című regénye, mely a mordvin pedagógusoknak állít emléket; de megemlíthető itt még például Makszim Beban (Максим Бебан, 1913–1986) is.
Vaszilij Radajev (Василий Кузьмич Радаев, 1907–1991) néprajzgyűjtőként és költőként is fontos szerepet játszott, Tyustyán történetét három kötetben dolgozta fel, Szijazsar című eposza pedig nagy vitákat kavart, mely Domokos Péter szerint „formájában és szellemében is legnemzetibb mordvin irodalmi műalkotások egyike”. Ugyancsak kiemelkedő alkotó Kuzma Abramov (Кузьма́ Григо́рьевич Абра́мов, 1914–2008), aki költőként, szépíróként és drámaíróként is jelentőset alkotott, bár a prózai művei a legfigyelemreméltóbbak.

## Az 1970-es évektől

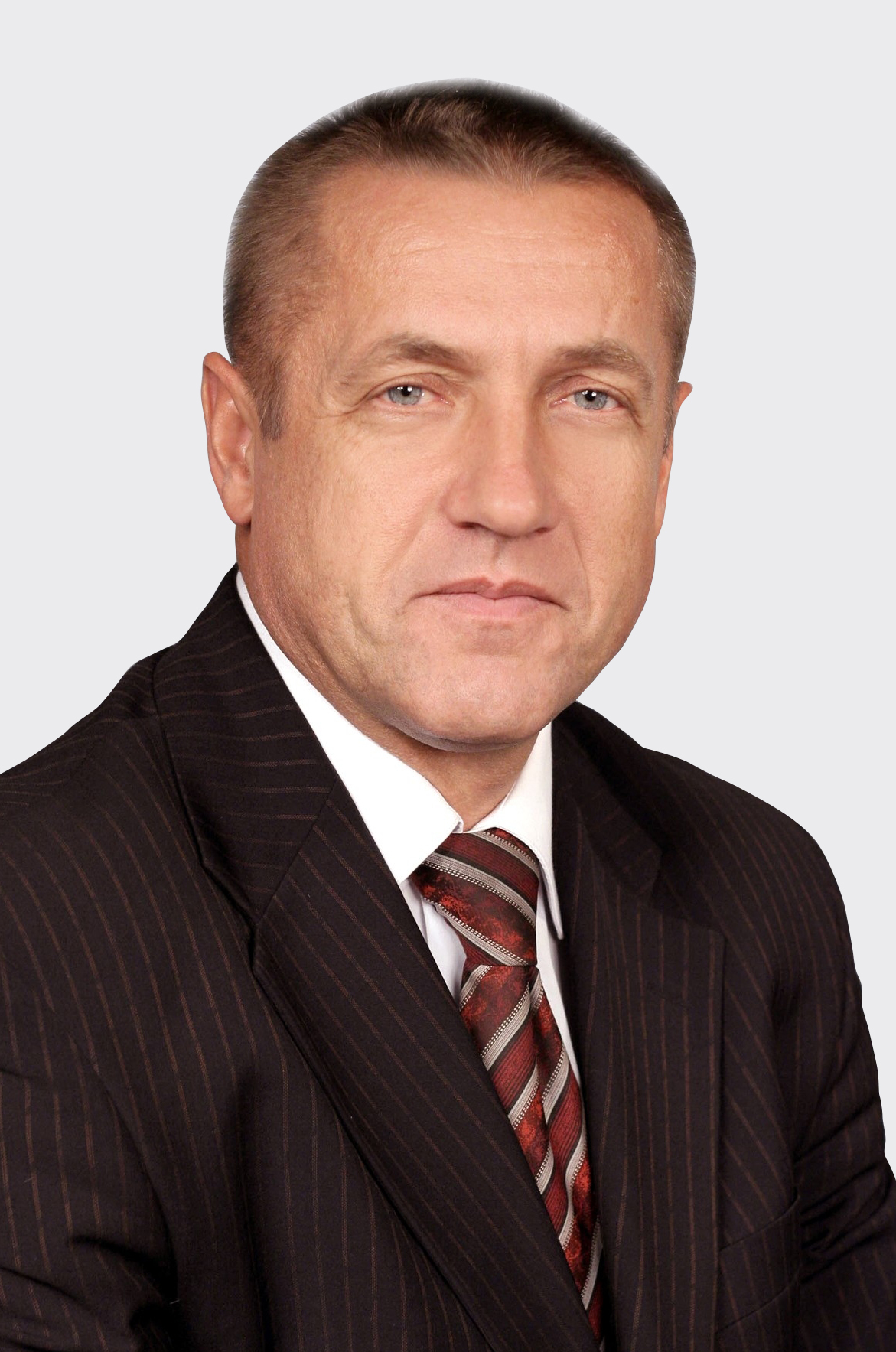
Alekszandr Pugyin moksa író, drámaíró, újságíró

Az 1970-es és 80-as években a figyelem középpontjába az erkölcsi problémák kerülnek, olyan művekkel, mint Kuzma Abramov Veleny tyejtyer (Велень тейтерь, Falusi kislány, 1980) című regénye, Jurij Kuznyecov Ozsudova, viske kovolht (Ожудова, вишке коволхт, Várjatok, sebesen szálló felhők, 1981) című novelláskötete vagy Szergej Kinyakin (1937–) verseskötetei (ő írta Mordvinföld himnuszának szövegét is).
A 80-as évek végétől az irodalom új esztétikai és társadalmi perspektívából tekint a mordvin nép történelmére, új témák jelennek meg. Fontos művek ebből az időszakból: Alekszandr Doronyin (Алекса́ндр Мака́рович Доро́нин, 1947–2021): Bajagany szulejty (Баягань сулейть, Harangok árnyékában, 1995), Kuzma Alekszejev (Кузьма Алексеев, 2001); Alekszandr Pugyin (Алекса́ндр Ива́нович Пу́дин, 1958–): Kanazor (Каназор, Knyáz, 2007).
A modern mordvin irodalom képviselői közül figyelmet érdemel többek között a Mordvinföld-szerte népszerű Natalja Ruzankina (Наталья Станиславовна Рузанкина, 1966–), Danyil Gurjanov (Данил Валерьевич Гурьянов, 1977–), Szangyi Szaba (Санди Саба; polgári nevén Alekszandr Bazsanov, Александр Бажанов; 1967–), Szergej Fomin (Серге́й Влади́мирович Фоми́н, 1951–) és Zsanna Tundavina (Жанна Васильевна Тундавина, 1979–).

## Magyarul megjelent irodalom
- Képes Géza: Kazány város építése. In: K. G.: Válogatott műfordításai. Budapest. 59–62. 1955.
- Képes Géza: Mordvinok. Népdal. Népballadák. In: K. G.: Napfél és Éjfél. Finnugor rokonaink népköltészete. Budapest. 241–274. 1972.
- Szekér Endre (szerk.): Varázsének. Műfordítások a török, mordvin, lapp, finn, mari népköltészetből. Bács-Kiskun Megyei Tanács. 1973.
- Domokos Péter: Medveének. A keleti finnugor népek irodalmának kistükre. Budapest. 1975. A mordvin fejezet: 785–797.
- Dugántsy Mária: A mordvin irodalom története. Filológiai Közlöny 20: 246–252. 1974.
- Vaszilij Radajev: Szijazsar. Európa Könyvkiadó. 1984. ISBN 9630735709; fordította: Bede Anna
- Dugántsy Mária: Az ezüstfogú leány. Mordvin népmesék. Budapest. 1990.
- Nagy Katalin: „Hét határon hallik húros daru hangja”. Morzsák az uráli nyelvcsaládhoz tartozó népek irodalmából és életéről. Tansegédlet. Budapest. 138–169. 1994.
- Vaszilij Radajev: Ének Tyustya fejedelemről. Mordvin epikus költemény.  Balassi Kiadó. Budapest. 1999. 963-506-287-8 ISBN 963-506-287-7; fordította: Dugántsy Mária
- Valentyina Misanyina (szerk.): Пизелонь каштаз / Berkenyekoszorú. Válogatás a legújabb mordvin lírából. Berzsenyi Dániel Főiskola Tudományos Tanácsa. Szombathely. 2006. ISBN 9639531642; fordította: Fábián László, Pusztay János
- Alekszandr Saronov: Masztorava. L'Harmattan. Budapest. 2010. ISBN 9789638879967; fordította: Dugántsy Mária